# Kanton Liernais
Het kanton Liernais is een voormalig kanton van het Franse departement Côte-d'Or. Het kanton maakte deel uit van het arrondissement Beaune. Het kanton is op 22 maart 2015 opgeheven waarop de gemeenten werden opgenomen in het kanton Arnay-le-Duc.

## Gemeenten
Het kanton Liernais omvatte de volgende gemeenten:
- Bard-le-Régulier
- Blanot
- Brazey-en-Morvan
- Censerey
- Diancey
- Liernais (hoofdplaats)
- Manlay
- Marcheseuil
- Ménessaire
- Saint-Martin-de-la-Mer
- Savilly
- Sussey
- Vianges
- Villiers-en-Morvan